# Semivegetarianismo

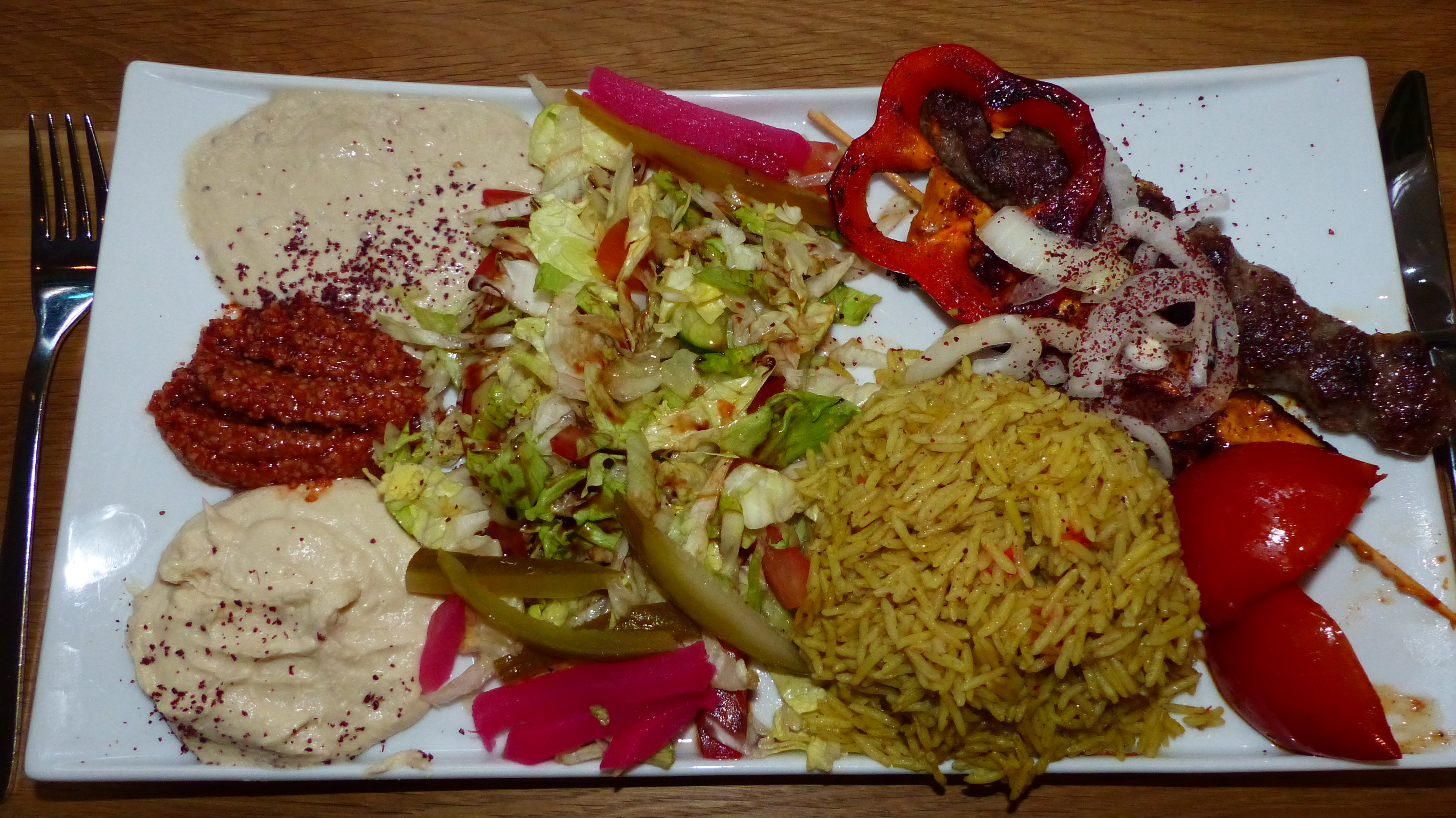
Piatto della cucina araba a prevalenza vegetale con una piccola quantità di carne

Il semivegetarianismo denota un insieme di pratiche alimentari aventi in comune la possibilità di consumare ogni tipo di prodotti di origine animale, compresi quelli carnei, ma che contemplano limitazioni, più o meno severe, sulla quantità e/o sulla frequenza della loro assunzione. Sono decise sulla base di motivazioni salutistiche, etiche ed ecologiche.

## Etimologia
Il termine semivegetarianismo, da cui deriva semivegetarianism usato nella lingua inglese e quindi in ambito internazionale, è un neologismo formato dalla radice "semi" della parola latina "semis", che significa "metà di un tutto", unita alla parola vegetarianismo della lingua italiana o di un'altra lingua romanza come la lingua spagnola o la lingua portoghese. Questa parola è nata in risposta al crescente numero di persone che, limitando il consumo di carne nella propria dieta senza però arrivare mai ad escluderla completamente, non ha trovato una collocazione appropriata nel vegetarianismo e nel veganismo.

## Caratteristiche
Alcuni autori definiscono come semivegetariani coloro che assumono occasionalmente carne e/o altri cibi animali ma che principalmente seguono una dieta vegetariana. Nelle diete semivegetariane quindi non viene rifiutato completamente il consumo delle carni, come invece avviene in una dieta vegetariana, tuttavia alcuni soggetti che seguono un regime semivegetariano si autodefiniscono vegetariani pur non essendo tali.
Dal momento che il vegetarianismo è caratterizzato proprio dalla esclusione di alimenti nella dieta la cui produzione abbia avuto come conseguenza la morte di esseri viventi appartenenti al regno animale, nessuna organizzazione vegetariana riconosce il semivegetarianismo come una categoria del vegetarianismo. I singoli vegetariani invece si dividono tra coloro del tutto-o-niente che rifiutano di validare in alcun modo il semivegetarianismo e chi invece, in maniera pragmatica, lo ritiene una soluzione di compromesso accettabile per ottenere una quota più ampia di popolazione che, agendo sugli stessi argomenti del vegetarianismo, abbia come conseguenza il portare ad una maggiore riduzione complessiva della sofferenza degli animali e della devastazione ambientale. Un caso limite di questo "vegetarianismo pragmatico" è la condotta alimentare di chi rifiuta ogni alimento carneo di qualunque animale tollerando invece nella propria dieta qualunque formaggio ottenuto con caglio animale o qualunque prodotto da forno realizzato con strutto.

## Motivazioni
Solitamente chi segue un regime semivegetariano può essere motivato in questa scelta da ragioni ambientaliste al fine di contribuire alla riduzione dell'impatto ambientale provocato dall'industria dei cibi animali, oppure perché ritiene che un consumo ridotto degli alimenti animali a favore di un maggiore consumo degli alimenti vegetali possa giovare alla propria salute diminuendo il rischio di malattie cardiache, del diabete e dell'ictus o, infine, per un desiderio di benessere degli animali e la conseguente critica agli allevamenti intensivi. I motivi per cui, nonostante queste ragioni, gli alimenti di origine animale non vengono eliminati del tutto, includono difficoltà pratiche nonché il timore di andare incontro ad una carenza di amminoacidi, della vitamina B12, di sali minerali e di altri nutrienti essenziali. Quindi il mantenimento di una quota di alimenti di origine animale avviene per la consapevolezza che creare una dieta equilibrata è generalmente più facile quando si mangia carne e/o pesce. In particolare una condotta alimentare semivegetariana può ottenersi dall'associazione, in alternanza, di una dieta onnivora con una vegetariana. È il caso delle persone tendenzialmente onnivore che, per essere in linea con i propri principi etici ecologici e salutistici, conducono una dieta vegetariana in città e si alimentano da onnivori quando, recandosi in piccole fattorie agrituristiche, sono certi di consumare solo uova latte e carne di allevamenti non intensivi. La situazione diametralmente opposta è quella delle persone orientate al vegetarianismo che per far fronte alle situazioni sociali occasionali e speciali, come cenare al ristorante con la famiglia o con gli amici oppure in casa durante le festività, in cui non sia possibile in alcun modo alimentarsi da vegetariani, derogano al consumo di carne ed altri alimenti di provenienza animale. In generale può essere considerata semivegetariana ogni alimentazione ottenuta dall'alternanza di diete diverse, variate in funzione di tempi luoghi e circostanze, purché tra di esse vi sia anche la dieta onnivora. In molti casi, infine, un regime semivegetariano viene adottato temporaneamente come passaggio graduale ad una dieta vegetariana vera e propria.

## Le diete semivegetariane

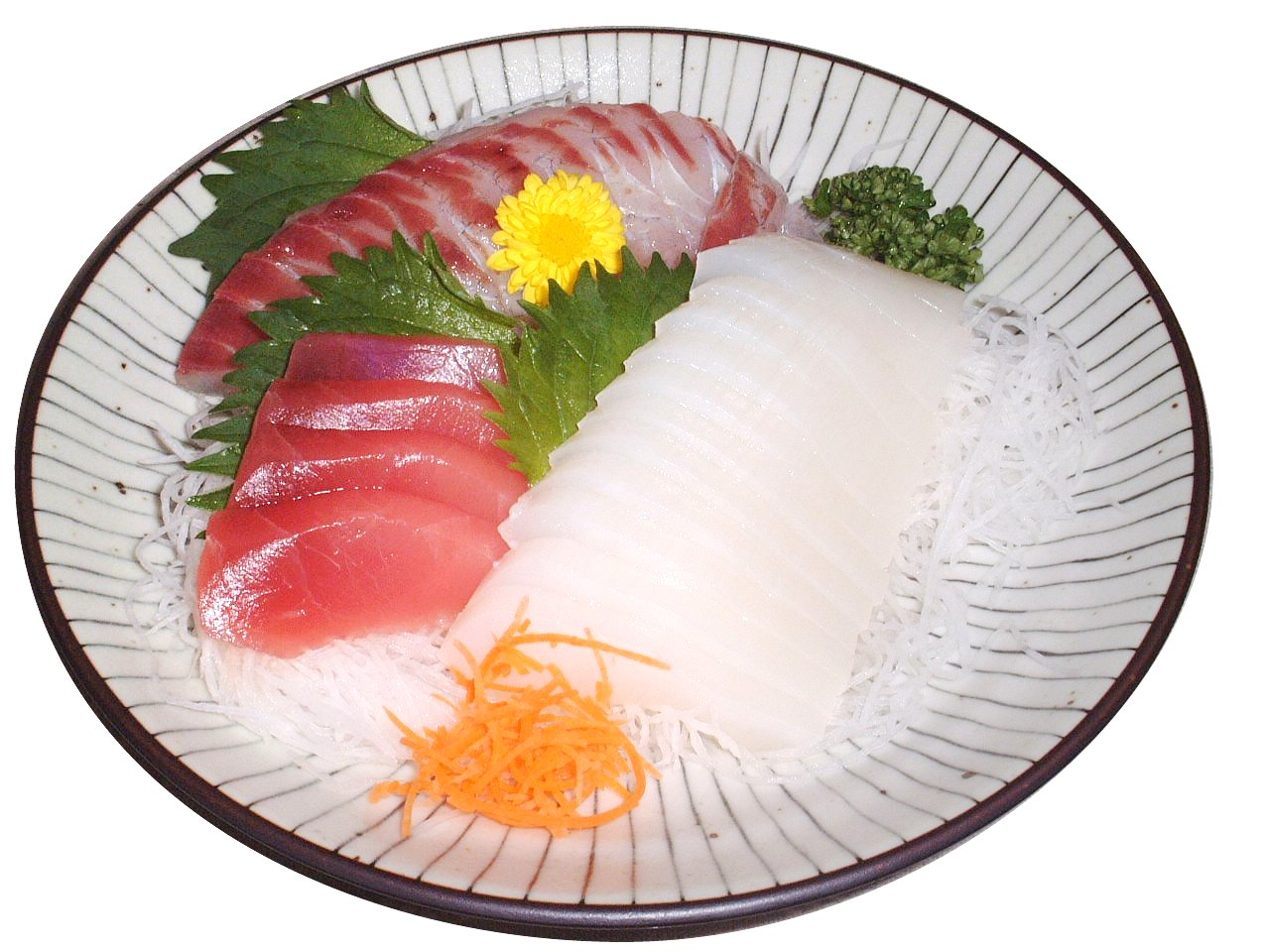
Il sashimi viene realizzato con pesce crudo e verdure crude

Tra le diete semivegetariane troviamo le seguenti:
- dieta flexitariana o part-time vegetariana: alimentazione prevalentemente vegetale che consente, solo occasionalmente, l'uso di cibi di provenienza animale;
- dieta falso-vegetariana o week-end vegetariana: sono ammessi alimenti di origine animale, compresa la carne, non più di una/due volte la settimana;
- dieta macrobiotica: tipicamente non include carne o latticini e può quindi presentarsi anche come una dieta vegana, ma in alcune forme può comprendere limitate quantità di pesce[9], oltre a differire notevolmente sotto altri aspetti dalle diete vegetariane più comuni[10];
- dieta mediterranea, in cui si privilegiano le carni dei pesci e con un apporto totale di carni limitato;
- cucina giapponese tradizionale, basata principalmente su modeste quantità di pesce con riso e verdure;
- cucina indiana meridionale, tendenzialmente latto-vegetariana[11][12].

## Le diete fraintese
Nei paesi anglosassoni si sono diffusi alcuni neologismi basati sulla parola inglese vegetarianism (vegetarianismo) per definire modelli dietetici che escludono tutti i tipi di carne eccetto, ad esempio, il pescato (pescetarianism), o la carne bianca (pollotarianism), eccetera. Questi modelli alimentari possono derivare da una motivazione etico-filosofica basata sull'idea di evitare i cibi provenienti da determinati animali, permettendo quelli dei restanti, sulla base di una scala gerarchica evolutiva, che pone alcuni animali al di sopra degli altri. In particolare gli animali superiori sono considerati ad alto ordine e meritevoli di un trattamento migliore. In un esempio di tale scala i mammiferi stanno al di sopra degli uccelli, seguiti dai pesci ed infine dagli invertebrati. Un'altra motivazione che può portare al concetto di scala gerarchica evolutiva è di tipo salutistica e deriva dall'osservare che le carni rosse dei mammiferi possono essere negative per la salute umana mentre quelle dei pesci, al contrario, hanno un ruolo positivo. Questo può portare alla conclusione che tanto più, nella scala evolutiva, una specie animale è lontana dai mammiferi, a cui l'uomo appartiene, tanto più i cibi che da essa si possono ricavare sono meno nocivi per l'alimentazione umana. Una diversa discriminazione di tipo scalare si ha quando alcune persone hanno obiezioni etiche riguardo al mangiare la prole degli animali come, ad esempio, il vitello o l'agnello. In tal caso sono gli individui giovani, rispetto agli adulti, ad essere considerati ad alto ordine e meritevoli di un trattamento migliore. In generale con un altro neologismo di origine anglossassone, ovvero onnivorianismo (omnivorianism), si intende ogni regime dietetico in cui pur essendo presente una quantità di carne bilanciata rispetto ai vegetali, come nell'onnivorismo, vengono esclusi alcuni prodotti carnei a seguito di motivazioni etiche religiose ecologiste igieniste e salutistiche, come nel vegetarianismo. Ne sono un esempio le diete Kosher e Halal che escludono in particolare la carne del maiale e i suoi prodotti derivati. Tutte queste particolari diete, che escludono totalmente una o più tipologie di carni, spesso vengono erroneamente classificate come semivegetariane per le limitazioni sulla qualità della carne previste nell'alimentazione. In realtà non possono appartenere al semivegetarianismo, che impone solo una limitazione sulla quantità totale di carne consumata, lasciando quindi il soggetto libero di scegliere ogni tipo di prodotto animale. Queste diete costituiscono pertanto dei regimi alimentari a sé stanti. Fra di esse vi sono le seguenti:
- dieta vegetariana patosensibile: sono ammessi alimenti di origine animale, compresa la carne, fatta eccezione la provenienza da animali superiori a sangue caldo e quindi dagli uccelli e dai mammiferi;
- dieta pescetariana: sono ammessi alimenti di origine animale, compresa la carne, con provenienza solo dal pescato, e quindi da pesci molluschi e crostacei, di mare di lago e di fiume[13].

## Pollotarianismo

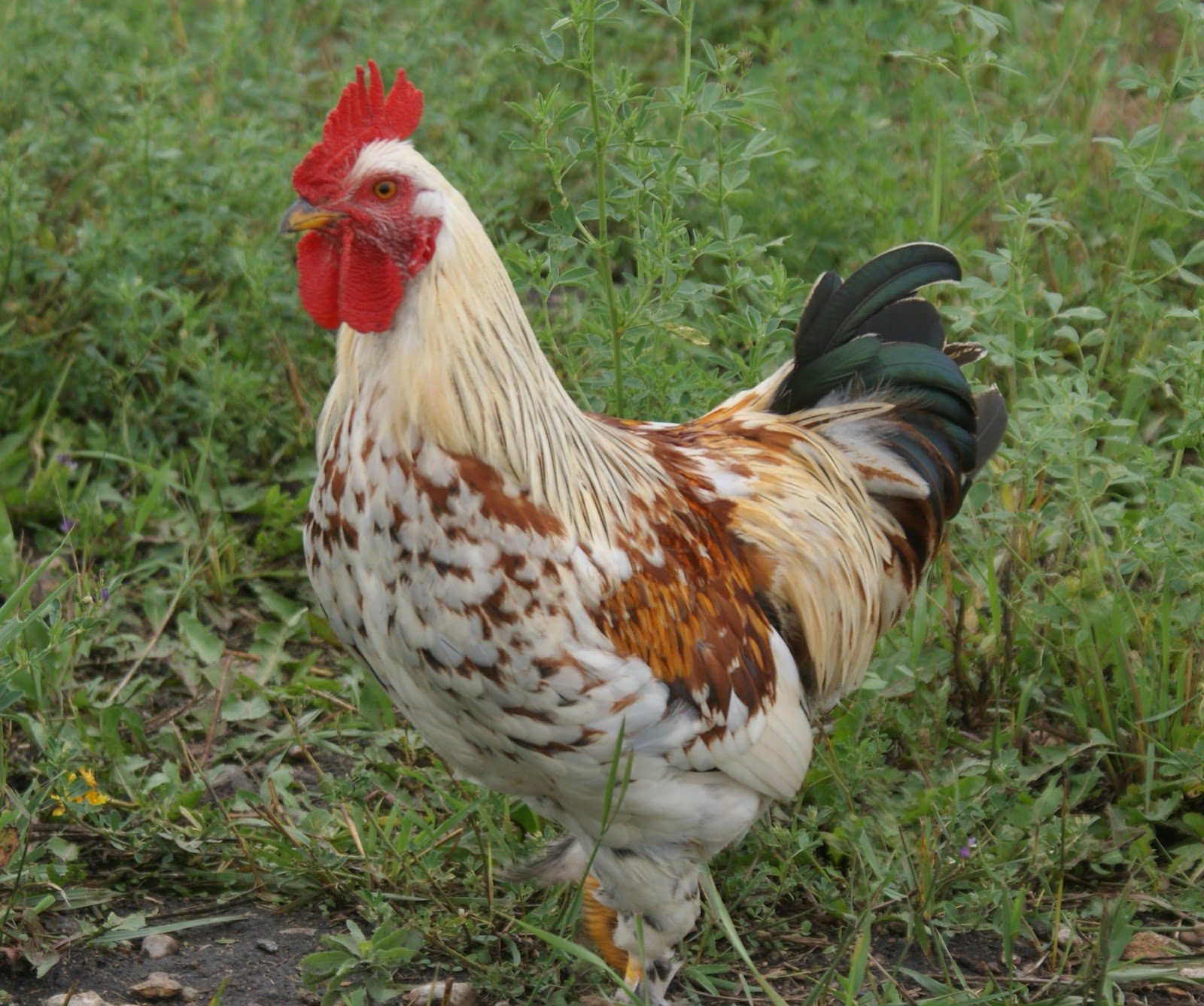
Il pollo è un uccello da allevamento

Il pollotarianismo denota qualunque pratica dietetica che escluda tutti i principali prodotti alimentari derivati dai mammiferi permettendo invece tutti i principali prodotti alimentari derivati dagli uccelli, dagli altri vertebrati al di sotto nella scala evolutiva, e dagli invertebrati.

### Caratteristiche
Il termine pollotarianismo, equivalente a "pollotarianism" usato in ambito internazionale, è un neologismo molto più diffuso nei paesi di lingua anglosassone ma derivato dalla lingua italiana oppure dalla lingua spagnola. È formato dall'unione della parola "pollo", l'uccello il cui uso è più diffuso in ambito alimentare, con la parola "vegetarianismo", seppur questa alimentazione non costituisca un regime vegetariano. La motivazione alla base di queste diete è principalmente di tipo salutisca, per ridurre o escludere le carni rosse, come quelle dei bovini, e i prodotti carnei lavorati, come quelli dei suini, a favore delle carni bianche e non processate ritenute più sicure per la salute o, raramente, a seguito di allergia alimentare alla carne rossa. Quella del pollo è la più diffusa carne bianca adoperata in ambito alimentare, da cui la scelta etimologica. In presenza di questa motivazione andrebbero escluse però anche le carni di oca, piccione ed anatra perché, seppur di uccelli, vengono classificate anch'esse tra le carni rosse. Una seconda motivazione può essere di tipo etica, quando si ritiene che a livello cognitivo e intellettivo i mammiferi, tra gli animali, siano quelli che più si avvicinano alla nostra specie, avendo quindi una più alta percezione della vita e delle sue esperienze negative. In presenza di questa motivazione però andrebbero escluse anche le carni di coniglio e di animali giovani come vitello, agnello e capretto perché, seppur di mammiferi, vengono classificate anch'esse tra le carni bianche. Anche questo tipo di alimentazione viene classificata erroneamente come semivegetariana ma non può essere considerata tale, costituendo invece un regime alimentare indipendente, perché il semivegetarianismo, pur limitando le quantità, permette ogni tipo di carne.

## Onnivorismo etico

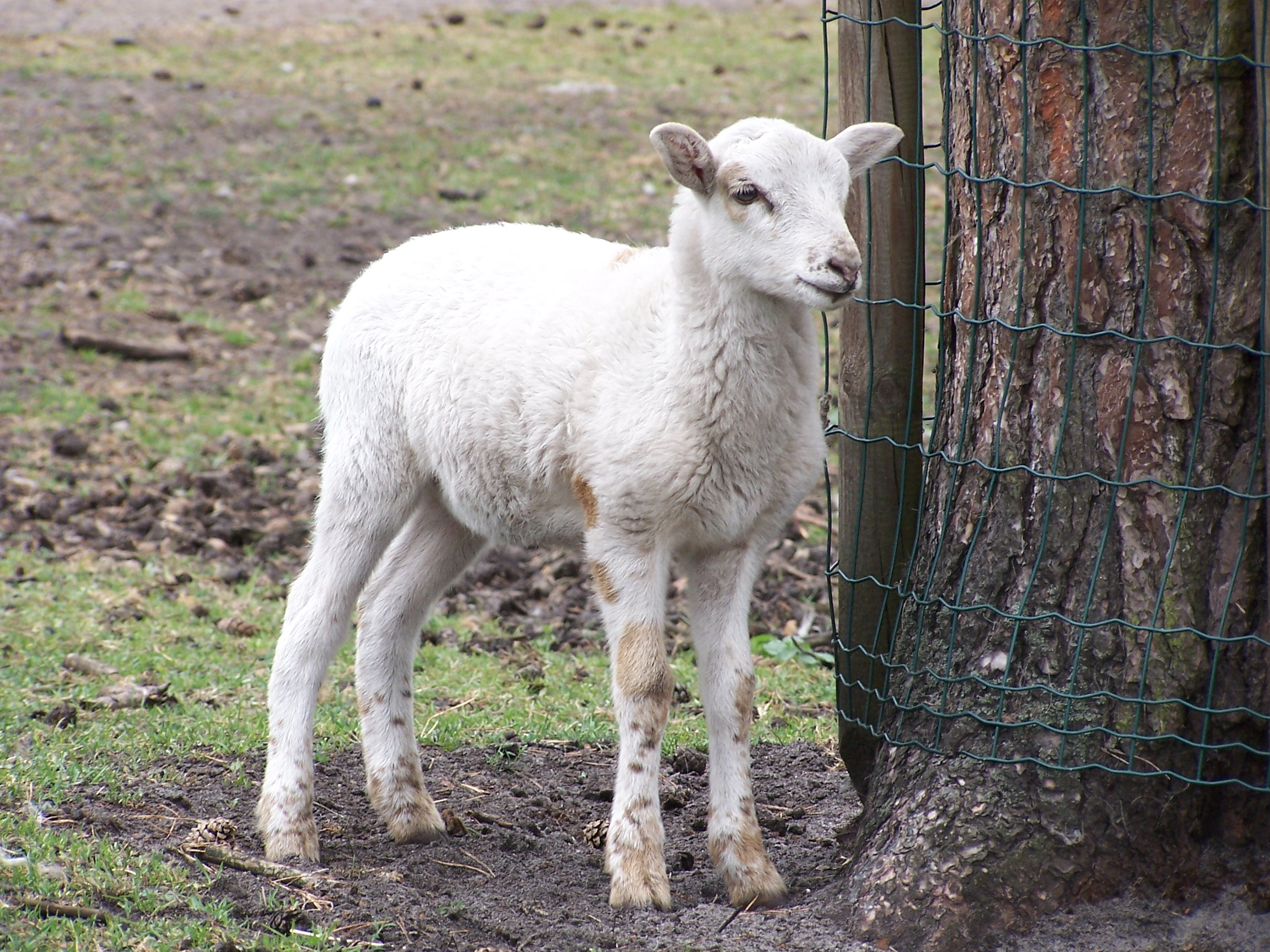
Agnello al Serengeti Park

L'Onnivorismo etico indica qualunque pratica dietetica che, pur sottesa al bilanciamento tra prodotti animali e vegetali, sia caratterizzata da parziali limitazioni sul consumo degli alimenti sulla base di motivazioni di carattere etico.

### Caratteristiche
Possono sussistere dei particolari divieti anche tra chi conduce un regime alimentare essenzialmente onnivoro senza limitazioni sulla quantità e sulla frequenza di consumo della carne. Con casistiche e per ragioni tra le più varie, anzi, queste limitazioni sono piuttosto diffuse. Ad esempio, quando la consuetudine alimentare della propria cucina nazionale regionale o locale non comprende il consumo di qualche specie animale, i cibi occasionali basati sulle carni di queste specie possono essere rifiutati perché considerati "ripugnanti". Oppure si può rifiutare il consumo delle carni di alcune specie a cui si attribuisce un valore, rispetto ad ogni altro animale o alla maggioranza degli animali, paragonabile a quello degli animali di affezione più diffusi. Una serie di limitazioni avvengono però per motivazioni di carattere etico, dando vita ad uno stile alimentare definito "onnivorismo etico", equivalente al termine "ethical omnivorism" usato nei paesi anglosassoni. È di carattere etico il rifiuto esercitato verso quelle specie che necessariamente devono essere macellate al momento dell'acquisto o cucinate partendo dall'animale vivo. Ed è di carattere etico anche la discriminazione alimentare che porta al rifiuto di carni provenienti dalla macellazione di cuccioli (es. vitello) o di animali molto giovani (es. manzo). È però il rigetto delle tecniche di allevamento intensivo a costituire l'obiettivo principale dell'onnivorismo etico. Gli aderenti ritengono che i prodotti animali possano e debbano essere ottenuti esclusivamente in modo umano e sostenibile, sostengono con forza che nessun animale debba essere allevato o ucciso con crudeltà, e si schierano contro gli allevamenti intensivi boicottando attivamente i loro prodotti. Viene promossa quindi una dieta che comprenda il consumo di carne, uova e latticini, la cui produzione sia derivata da fattorie in cui il foraggio sia stato coltivato senza pesticidi e il bestiame sia stato allevato all'aperto e nutrito senza vegetali OGM e senza la somministrazione di antibiotici ed ormoni. L'onnivorismo etico inoltre prevede il rifiuto del bracconaggio nella caccia, e per il reperimento dei prodotti ittici una pesca sostenibile o il ricorso a tecniche di acquacoltura anch'esse etiche. Alla base dell'onnivorismo etico c'è l'idea che la maggior parte delle persone siano intrinsecamente umane e, semplicemente, non si rendono conto di come le loro abitudini di consumo siano in conflitto diretto con l'etica. Lo scopo dell'onnivorismo etico pertanto consiste nel diffondere nella popolazione informazioni sul metodo di allevamento degli animali, considerata la prima tappa verso un consumo responsabile, e il consenso per una produzione etica degli alimenti in modo da arrivare all'obiettivo di un commercio alimentare con ristoranti e negozi basati solo su fonti etiche. La filosofia vegana critica e respinge il concetto stesso di onnivorismo etico. I vegani pensano che l'allevamento degli animali a fini di consumo sia intrinsecamente immorale, poiché inevitabilmente per l'animale viene il giorno in cui si manda al macello e in quel giorno l'animale sperimenta inevitabilmente la paura e l'angoscia, oltre al dolore fisico durante la macellazione. Essi credono che dare vita ad un essere vivente solo per prendere questa vita in un secondo momento sia assolutamente privo di etica. I vegani, in particolare, vedono i termini "ruspante" o "biologico" solo come etichette applicate da un settore agricolo esente in realtà da una vera preoccupazione per il malessere subito dagli animali. Le persone che si alimentano secondo i principi dettati dall'onnivorismo etico, che si definiscono "onnivori etici" o "ethical omnivores" nei paesi anglosassoni, non rientrano nel semivegetarianismo perché non pongono limiti al quantitativo di carne da poter consumare.

## Vantaggi per la salute

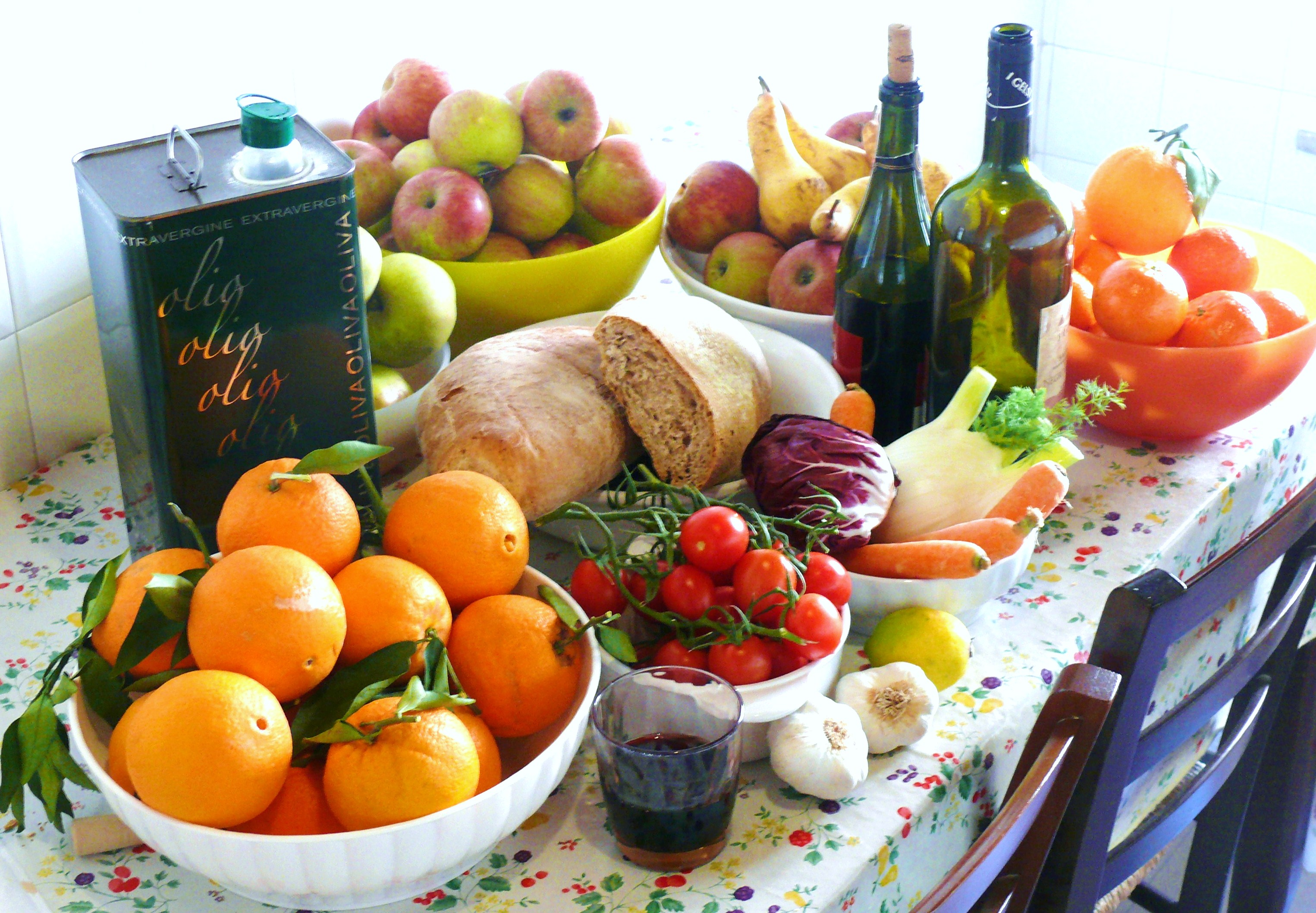
La dieta mediterranea privilegia i cibi vegetali a discapito della carne

Il consumo limitato della carne e, in generale, di alimenti provenienti da fonti animali, apporta gli stessi benefici forniti dalla dieta semivegetariana più indagata, ovvero la dieta mediterranea, Il suo valore per la tutela della salute è così alto da essere stata dichiarata patrimonio immateriale dell'umanità. Condurre una dieta semivegetariana, riducendo il rischio di sviluppare gravi patologie come il diabete ed il cancro, estende il periodo temporale in cui si può godere di buona salute e la durata complessiva della vita.